# Olusoji Fasuba
Olusoji Adetokunbo Fasuba (* 9. Juli 1984 in Sapele) ist ein nigerianischer Sprinter.
2004 wurde er Afrikameister im 100-Meter-Lauf, und bei den Olympischen Spielen 2004 in Athen gewann er mit der 4-mal-100-Meter-Staffel Nigerias in 38,23 s die Bronzemedaille. Bei den Weltmeisterschaften 2005 in Helsinki scheiterte er sowohl im 100- wie auch im 200-Meter-Lauf in der Qualifikation.
2006 gewann er bei den Commonwealth Games in Melbourne über 100 Meter die Silbermedaille und verteidigte seinen Titel über diese Distanz bei den Afrikameisterschaften. Bei den Weltmeisterschaften 2007 in Osaka wurde er Vierter, und bei den Hallenweltmeisterschaften 2008 in Valencia errang er Gold über 60 Meter.

## Persönliche Bestzeiten
- 100 m: 9,85 s, 12. Mai 2006, Doha
- 200 m: 20,52 s, 3. September 2004, Brüssel